# Eduardo Bengoechea
Pour les articles homonymes, voir Bengoechea.
Eduardo Bengoechea, né le 2 juillet 1959 à Laboulaye, est un joueur de tennis argentin.

## Biographie
En 1987 à Roland-Garros, au 2e tour (1/32), Karel Nováček lui inflige l'un des cinq 6-0, 6-0, 6-0 de l'ère Open (depuis 1968).
Capitaine de l'équipe d'Argentine de Coupe Davis en 1996.

## Palmarès

### Finales en double messieurs
| No | Date       | Nom et lieu du tournoi          | Catégorie | Dotation | Surface      | Vainqueurs                      | Partenaire      | Score         |  |
| -- | ---------- | ------------------------------- | --------- | -------- | ------------ | ------------------------------- | --------------- | ------------- |  |
| 1  | 25-02-1985 | Nabisco Grand Prix Buenos Aires |           | 80 000 $ | Terre (ext.) | Martín Jaite Christian Miniussi | Diego Pérez     | 6-4, 6-3      |  |
| 2  | 07-11-1988 | Copa Nabisco Royal Buenos Aires |           | 93 400 $ | Terre (ext.) | Carlos Costa Javier Sánchez     | José Luis Clerc | 6-3, 3-6, 6-3 |  |

## Autres résultats
- Masters de Hambourg : demi-finaliste en 1987